# Platythyrea bicuspis
Platythyrea bicuspis är en myrart som beskrevs av Carlo Emery 1899. Platythyrea bicuspis ingår i släktet Platythyrea och familjen myror. Inga underarter finns listade i Catalogue of Life.

## Bildgalleri

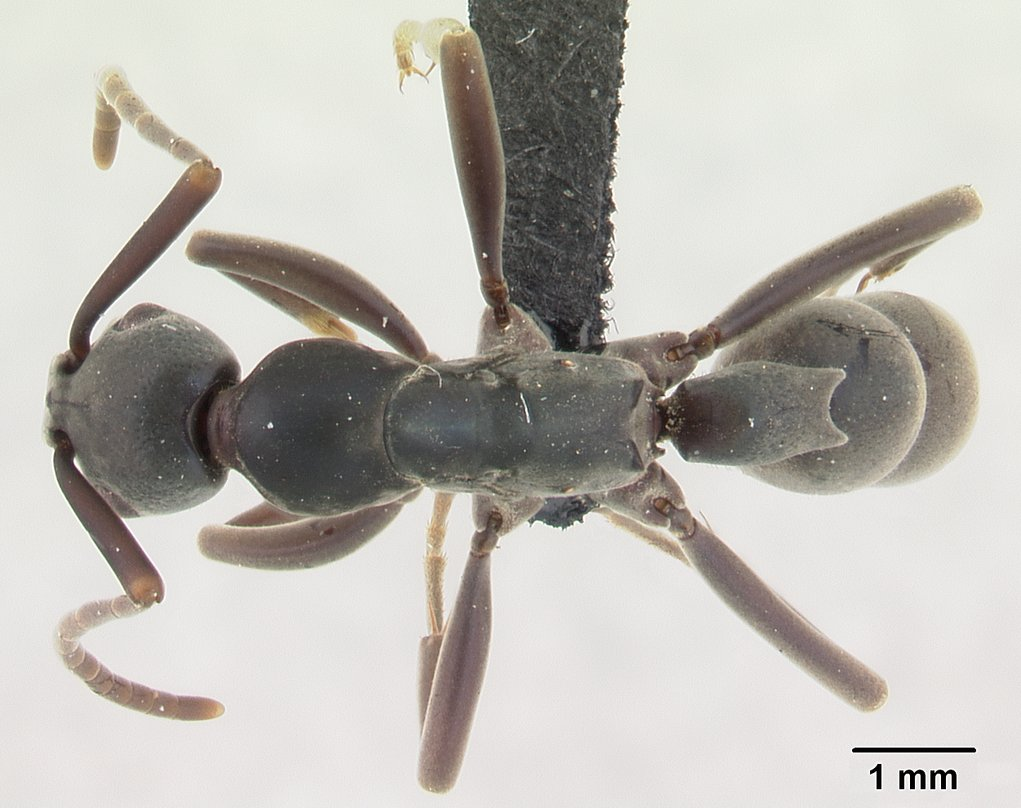
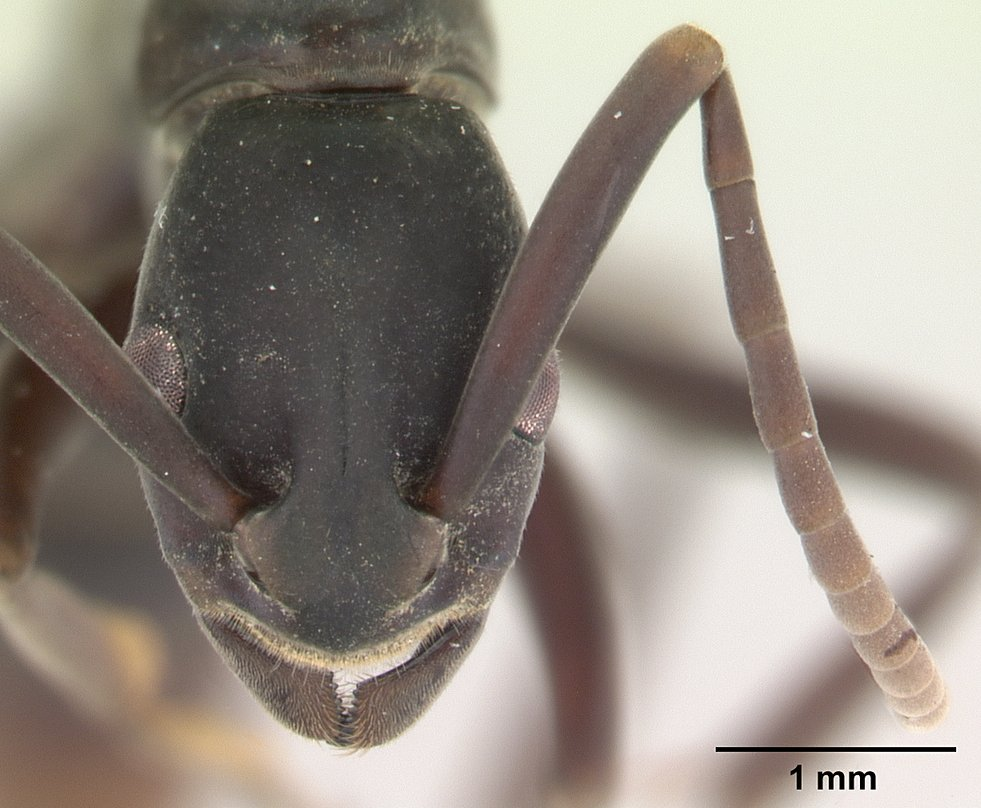
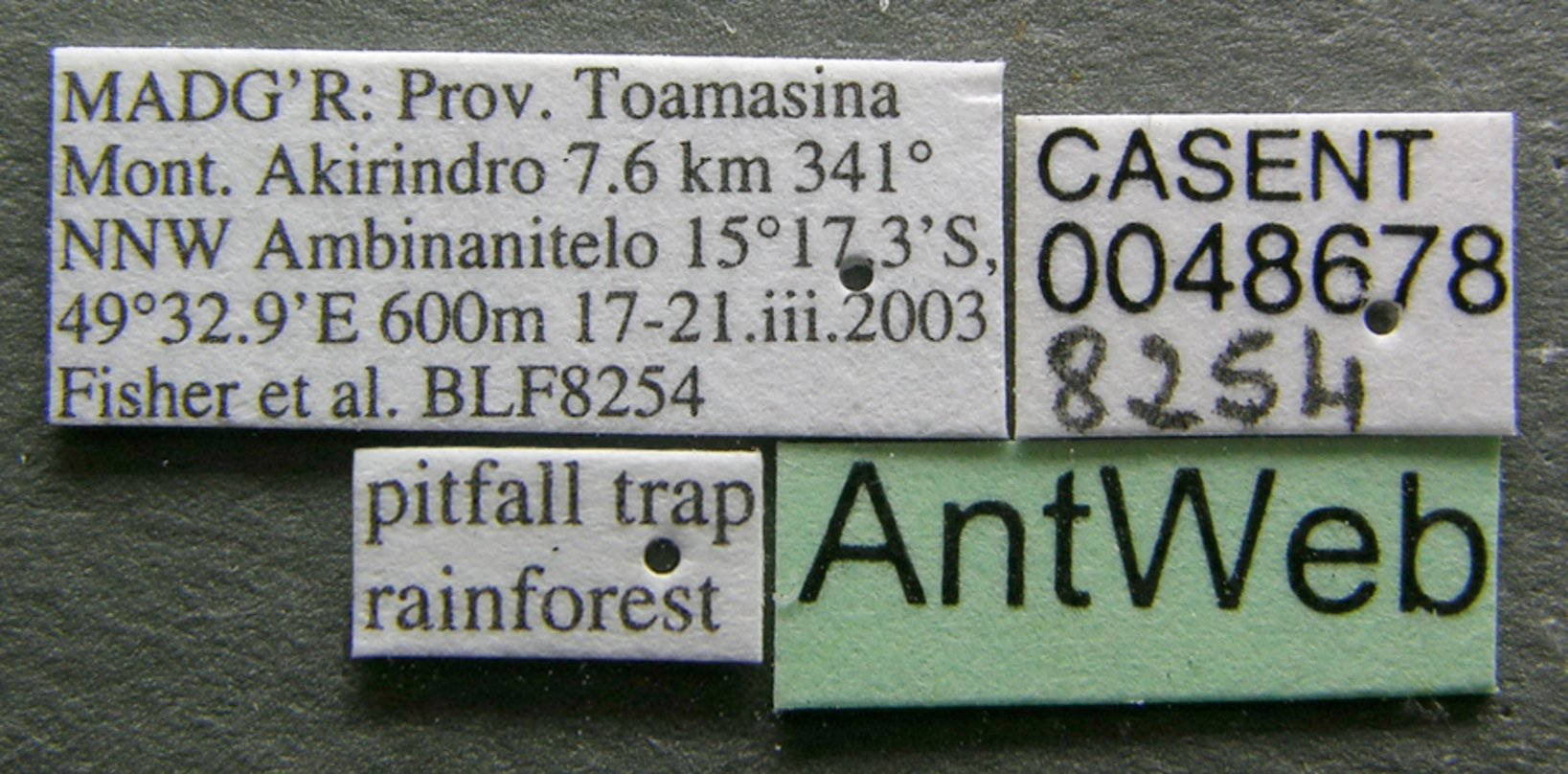
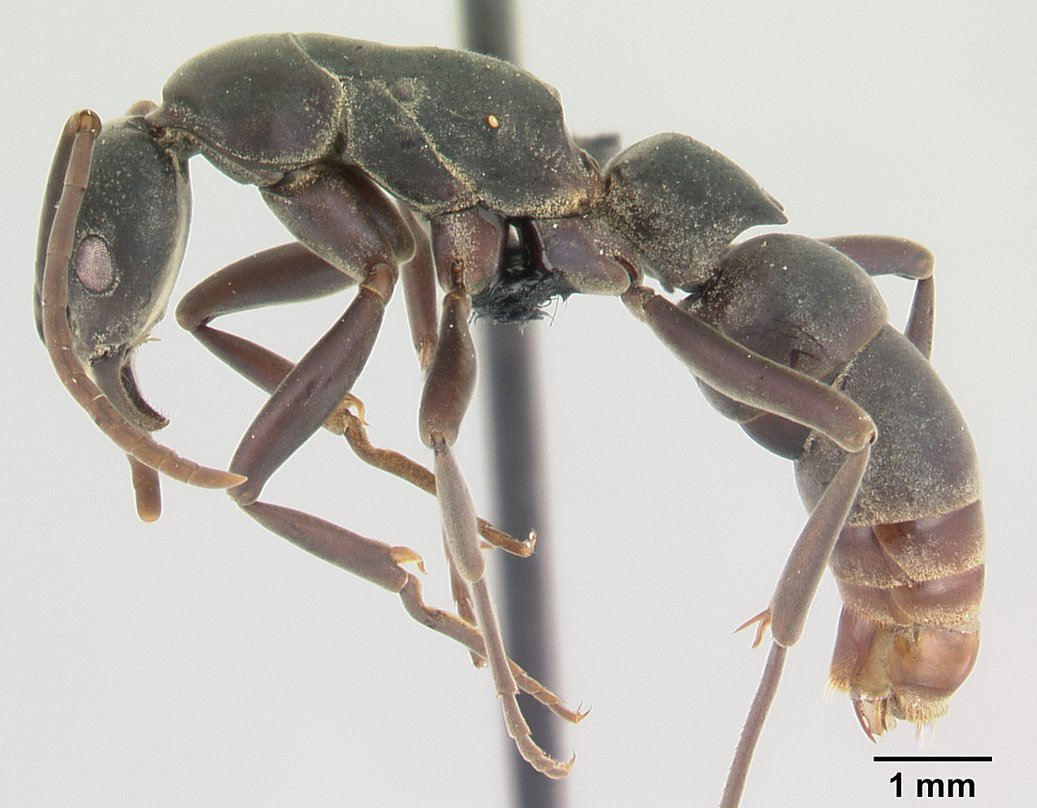
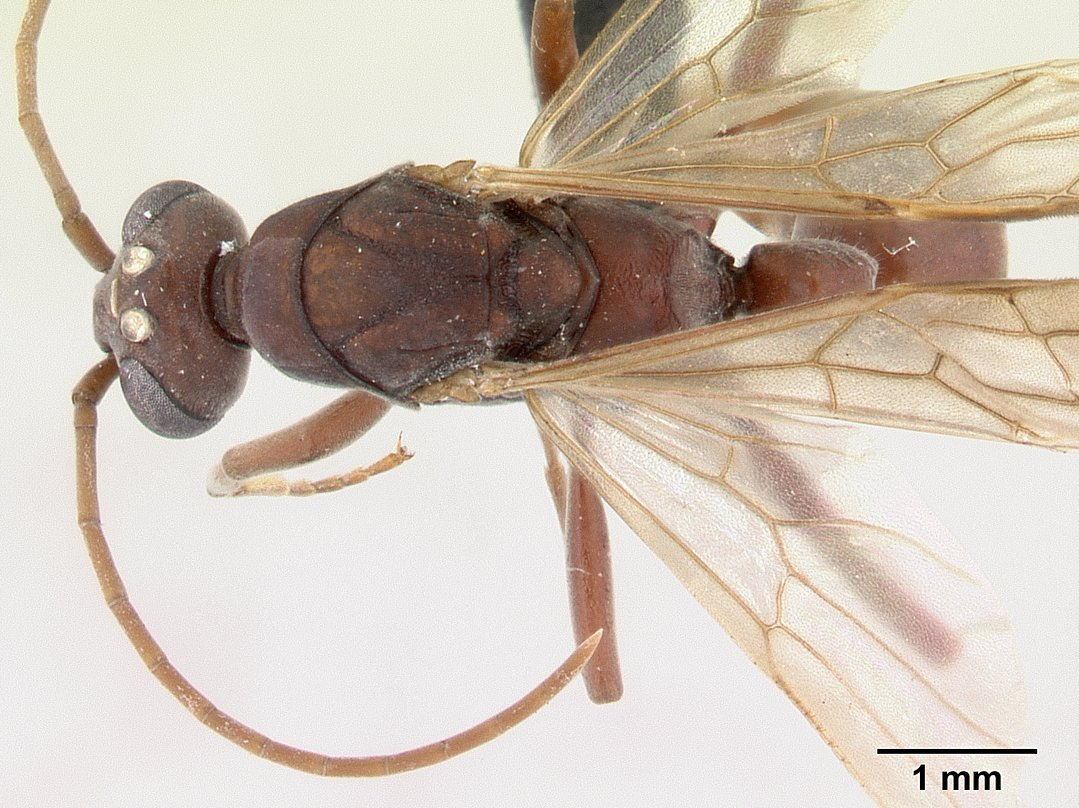
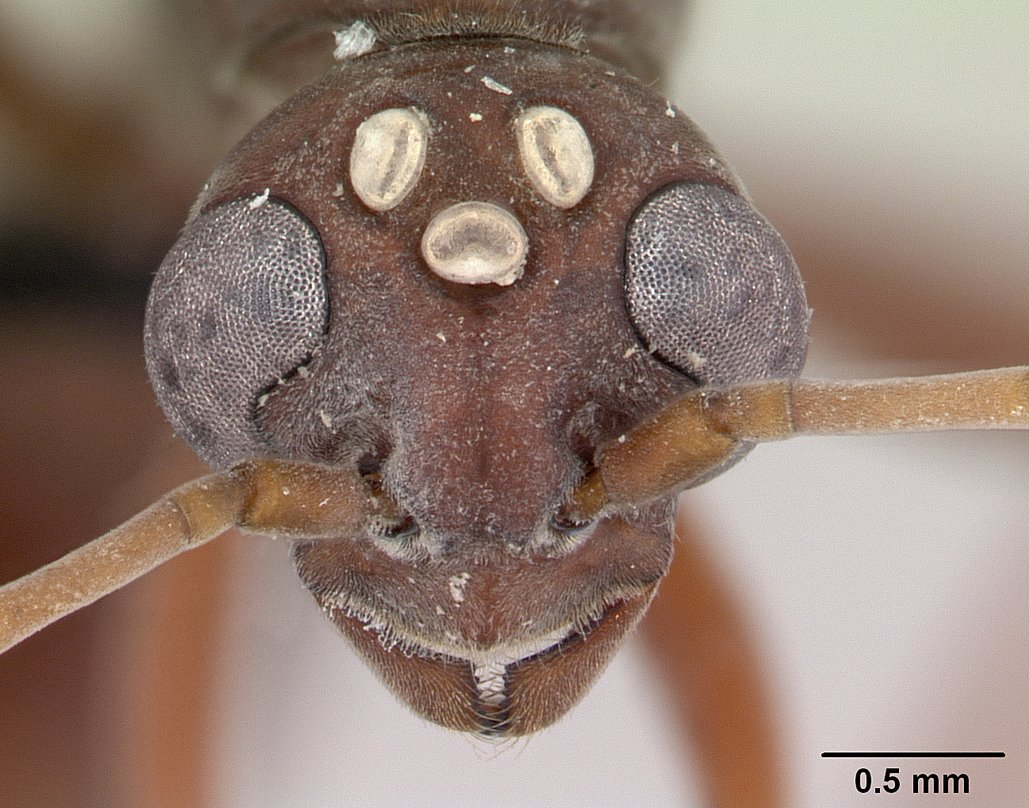